# Blasenberg (Schwäbische Alb)
Der Blasenberg ist ein 886,3 m ü. NHN hoher Berg auf der südwestlichen Schwäbischen Alb nördlich des Albstadter Stadtteils Onstmettingen im Zollernalbkreis.

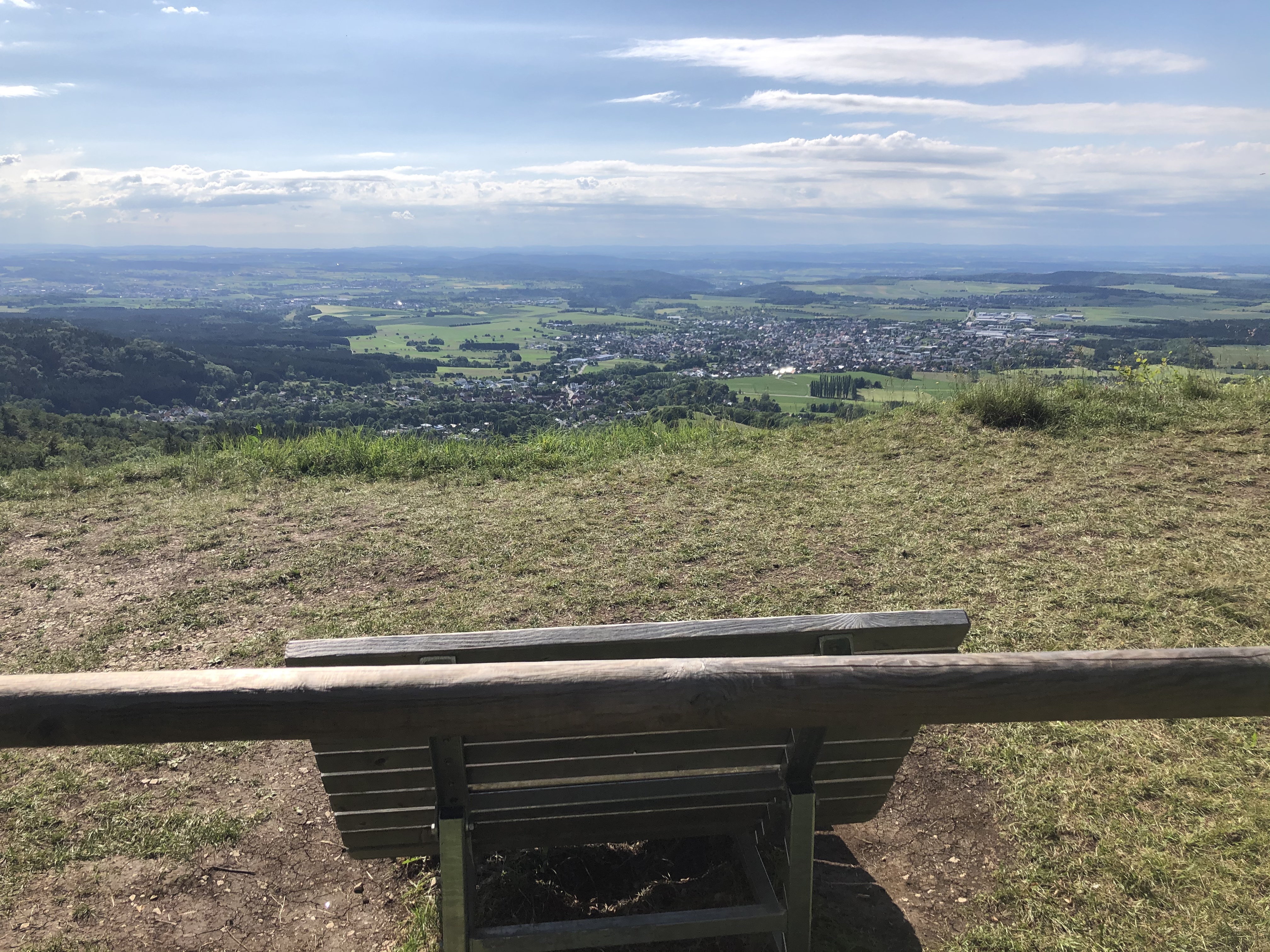
Auf dem Gipfel des Blasenbergs mit Blick auf Bisingen

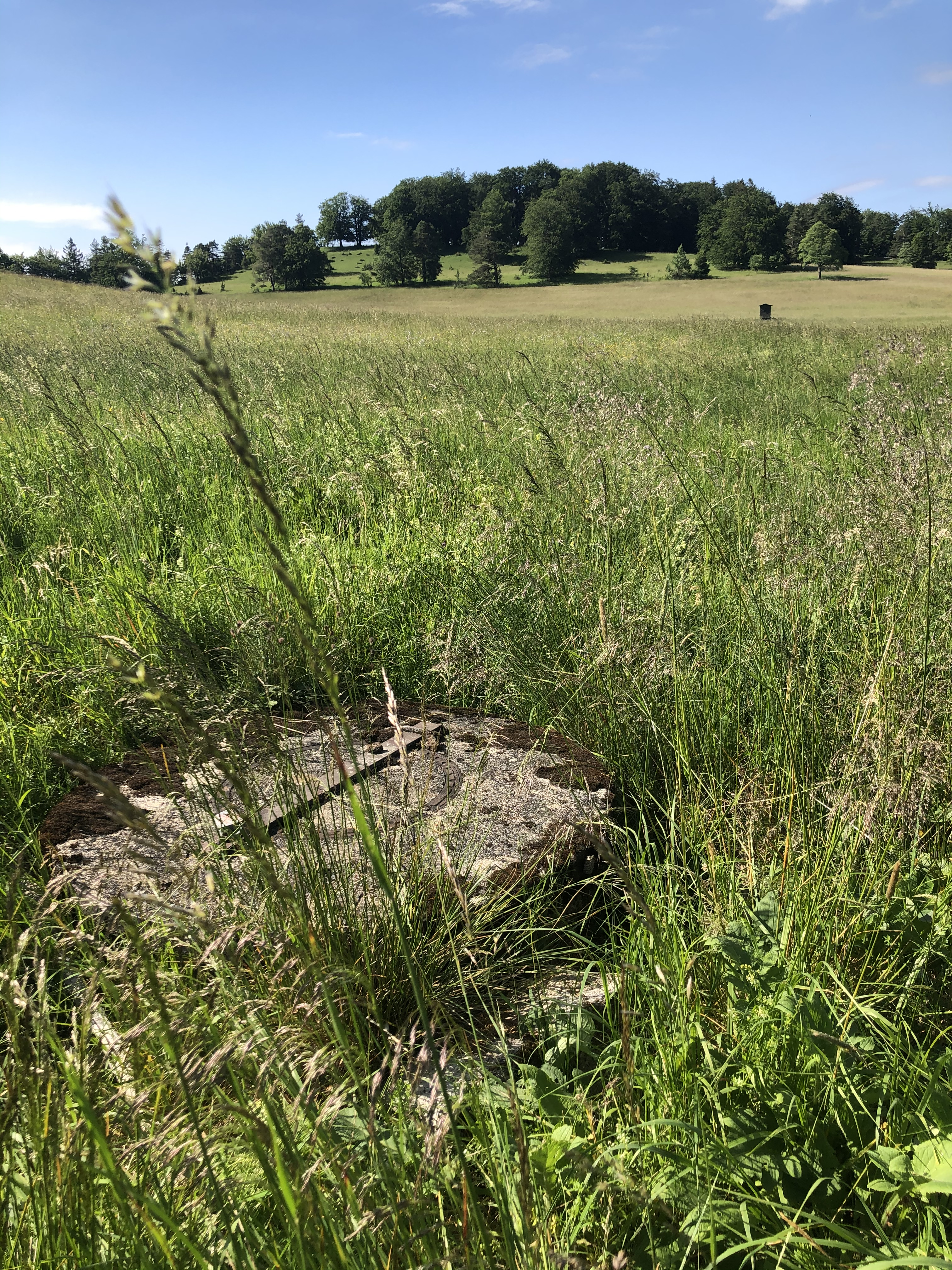
Der Blasenberg von der Albhochfläche aus gesehen, im Vordergrund die gefasste Quelle der Schmiecha

Der Berg liegt auf der Europäischen Hauptwasserscheide am Albtrauf. Nur wenig südlich liegt auf der Albhochfläche die Quelle des Donaunebenflusses Schmiecha, nördlich und östlich liegen am Albtrauf die Quellen von Zimmerbach und Klingenbach, die beide Richtung Neckar und Rhein entwässern.

## Wanderwege
Vom Zollersteighof bei Onstmettingen im Norden führen der Main-Neckar-Rhein-Weg (Hauptwanderweg 3) und der Schwäbische-Alb-Nordrand-Weg (Hauptwanderweg 1) des Schwäbisches Albvereins an der Hangkante entlang über Blasenberg und Heiligenkopf zum Wanderparkplatz Stich. Der Main-Neckar-Rhein-Weg führt ums Tal des Klingenbachs im Süden herum zum Irrenberg gegenüber. Zwischen Blasenberg und Heiligenkopf führt ein mit blauem Dreieck markierter lokaler Wanderweg hinab nach Thanheim.
Auch der Albstädter Premiumwanderweg Traufgang 3 Zollernburg Panorama führt über den Blasenberg.